# Microcentrum stylatum
Microcentrum stylatum är en insektsart som beskrevs av Morgan Hebard 1932. Microcentrum stylatum ingår i släktet Microcentrum och familjen vårtbitare. Inga underarter finns listade i Catalogue of Life.